# Enåsa socken
Enåsa socken i Västergötland ingick i Vadsbo härad, ingår sedan 1971 i Mariestads kommun och motsvarar från 2016 Enåsa distrikt.
Socknens areal är 17,86 kvadratkilometer land. År 2000 fanns här 69 invånare. Börstorps slott samt sockenkyrkan Enåsa kyrka ligger i socknen.

## Administrativ historik
Enåsa församling bildades på 1500-talet som kapellförsamling genom utbrytning ur Hassle socken, men var fortsatt en del av Hassle jordebokssocken. 1923 fick församlingen status som annexförsamling, och samtidigt blev Enåsa en egen jordebokssocken. 
Vid kommunreformen 1862 övergick Hassle sockens ansvar för de kyrkliga frågorna till Hassle församling och Enåsa församling. För de borgerliga frågorna bildades tillsammans med Berga socken och Färeds socken Hassle, Berga och Färeds landskommun, vilken upplöstes 1888 då Hassle-Berga-Enåsa landskommun bildades där detta område ingick. 1924 utbröt Enåsa som en egen jordebokssocken. Den gemensamma landskommunen uppgick 1952 i Hasslerörs landskommun som 1971 uppgick i Mariestads kommun. Församlingen uppgick 2004 i Lyrestads församling.
1 januari 2016 inrättades distriktet Enåsa, med samma omfattning som församlingen hade 1999/2000.  
Socknen har tillhört län, fögderier, tingslag och domsagor enligt vad som beskrivs i artikeln Vadsbo härad. De indelta soldaterna tillhörde Skaraborgs regemente, Norra Vadsbo kompani.

## Geografi
Enåsa socken ligger nordost om Mariestad med Vänern i nordväst och kring Friaån. Socknen är en odlad slättbygd i sydväst och skogsbygd i norr och öster. 

## Fornlämningar
En hällkista, nu borttagen, från stenåldern är funnen. Från järnåldern har funnits ett gravfält.

## Namnet
Namnet skrevs 1397 Enosom och kommer från en tidigare by vid mynningen av ån Friaån. Efterleden är as, 'åmynning. Förelden är trädslaget en syftande på ett tidigare namn på ån Ena.